# 9 Волос Вероники
9 Волос Вероники (лат. 9 Comae Berenices), HD 107213 — одиночная звезда в созвездии Волос Вероники на расстоянии приблизительно 156 световых лет (около 47,7 парсек) от Солнца. Видимая звёздная величина звезды — +6,49m. Возраст звезды определён как около 1,63 млрд лет.

## Характеристики
9 Волос Вероники — жёлто-белая звезда спектрального класса F8IV-V, или F8Va, или F8, или F5. Масса — около 1,398 солнечной, радиус — около 1,976 солнечного, светимость — около 5,314 солнечных. Эффективная температура — около 6138 K.

## Планетная система
В 2019 году учёными, анализирующими данные проектов HIPPARCOS и Gaia, у звезды обнаружена планета HIP 60098 b.